# Malthinus guggenheimi
Malthinus guggenheimi es una especie de coleóptero de la familia Cantharidae.

## Distribución geográfica
Habita en México.